# Ryōta Takeuchi
Ryōta Takeuchi (竹内 良太 Takeuchi Ryōta?,  Kōbe, Prefectura de Hyōgo, 22 de septiembre de 1982) es un actor de voz y narrador japonés, afiliado a Aoni Production. Uno de sus papeles más popular y quizás también el más conocido es el de Ren en la franquicia de novelas visuales Dramatical Murder, y su respectiva adaptación a serie de anime en 2014. También le ha dado voz a Shiro en Assassination Classroom. Está casado con la también actriz de voz Ai Terashima. Previamente estuvo afiliado a Arts Vision.

## Filmografía

### Anime
2008
- Naruto como Darui
- Rosario + Vampire como Locutor

2009
- Queen's Blade: Wandering Warrior como Miembro de la audiencia
- Shin Mazinger Shōgeki! Z hen como Soldado
- Darker than Black: Ryūsei no Gemini
- Tatakau Shisho como Gamo
- Pandora Hearts como Cliente

2010
- Barakamon como Sankaku
- Star Driver: Kagayaki no Takuto como Master
- Hanamaru Yōchien como Fukei
- Heroman como Heroman

2011
- Ao no Exorcist como Kyōdō, monje
- B-Daman Crossfire como Doraibaisu
- Gosick como Policía
- The Idolmaster
- Nichijō
- Hyouge Mono como Katsuhide Maenami
- Phi Brain: Kami no Puzzle como Hombre
- Mirai Nikki como Locutor de televisión

2012
- Kyōkai Senjō no Horizon como Francis Drake
- B-Daman Crossfire como Dravise
- Muv-Luv como Gyros Macleod
- Toriko como Rappu
- Robotics;Notes como Jay

2013
- Cuticle Detective Inaba como Kurami Torayasu
- Kin-iro Mosaic como Papá de Karen
- Dansai Bunri no Crime Edge como Hombre del hotel
- Rock Lee no seishun full power ninden como Darui
- High School DxD como Albion
- Magi como Isaac
- Golden Time como el hermano de Linda

2014
- Inō Battle wa Nichijō-kei no Naka de como Shūgo Toki
- Ore, Twintail ni Narimasu. como Buffalo Guildi
- Gaist Crusher como Emperador Wyburn
- Captain Earth como MC Man
- Kill la Kill como Ōbayashi
- Daimidaler: Prince vs Penguin Empire como Joseph
- Golden Time como Ani
- Sengoku musō como Uesugi Kagekatsu
- SoniAni: Super Sonico The Animation como Mánager de Kitamura
- DRAMAtical Murder como Ren
- Toaru Hikūshi e no Koiuta como Marcos
- Haikyū!! como Wakatoshi Ushijima
- Hero Bank
- Magica Wars como Shishi-kun
- Detective Conan como Ryuji Matsuo
- Hamatora como Ishigami

2015
- Aldnoah.Zero como Barukles
- Assassination Classroom como Shiro/Kotarō Yanagisawa
- Overlord como Dyne Woodwonde
- Gate como Maurice Graham
- Diabolik Lovers como Voz misteriosa
- Heavy Object
- Young Black Jack como Wolf
- Yatterman Night como General Subrow
- Rampo Kitan: Game of Laplace como Kitami

2016
- Active Raid: Kidō Kyōshūshitsu Daihachigakari como Yamashiro
- All Out!! como Toshiro Wada
- Mobile Suit Gundam: Iron-Blooded Orphans como Jasley Donomicolus
- Pandora in the Crimson Shell: Ghost Urn como Mr. Fried
- Saijaku Muhai no Bahamut como District Largis
- Sakamoto desu ga? como Furyō
- Joker Game como Jean Victor
- Dagashi Kashi como Pachipachi
- Dimension W como Jason Chrysler
- Nurse Witch Komugi-chan Magikarte como Gato P
- Haikyū!! Season 3: Karasuno High School vs Shiratorizawa Academy como Wakatoshi Ushijima

2017
- Boku no Hero Academia 2 como Kenji Tsuragamae (ep 31)
- Boruto: Naruto Next Generations como Darui
- Mahō Tsukai no Yome como Elias Ainsworth

2019
- Given como Kōji Yatake

2020
- ID - Invaded como Tamotsu Fukuda
- MILGRAM como Kazui Mukuhara

2023
- One Piece como Shimotsuki Ushimaru

### Videojuegos
2016
- Overwatch como Reaper